# Alternanthera philoxeroides
Alternanthera philoxeroides là loài thực vật có hoa thuộc họ Dền. Loài này được (Mart.) Griseb. mô tả khoa học đầu tiên năm 1879.